# Схілдволде
Схілдволде (нід. Schildwolde) — село в нідерландській провінції Гронінген. Входить до муніципалітету Мідден-Гронінген.
Його площа становить 17,80км², а населення станом на 2021 рік складало 1 685 осіб.

## Галерея

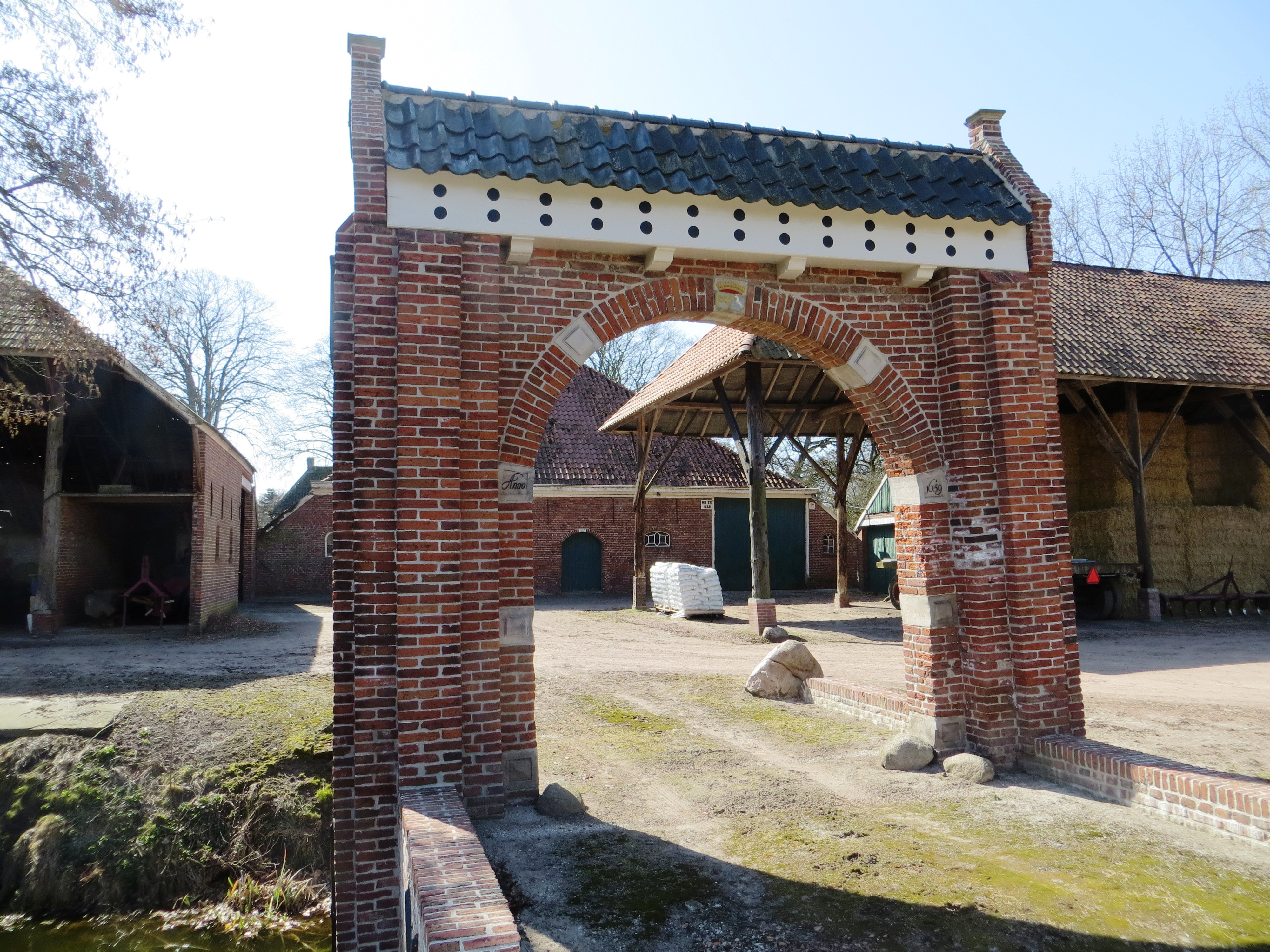
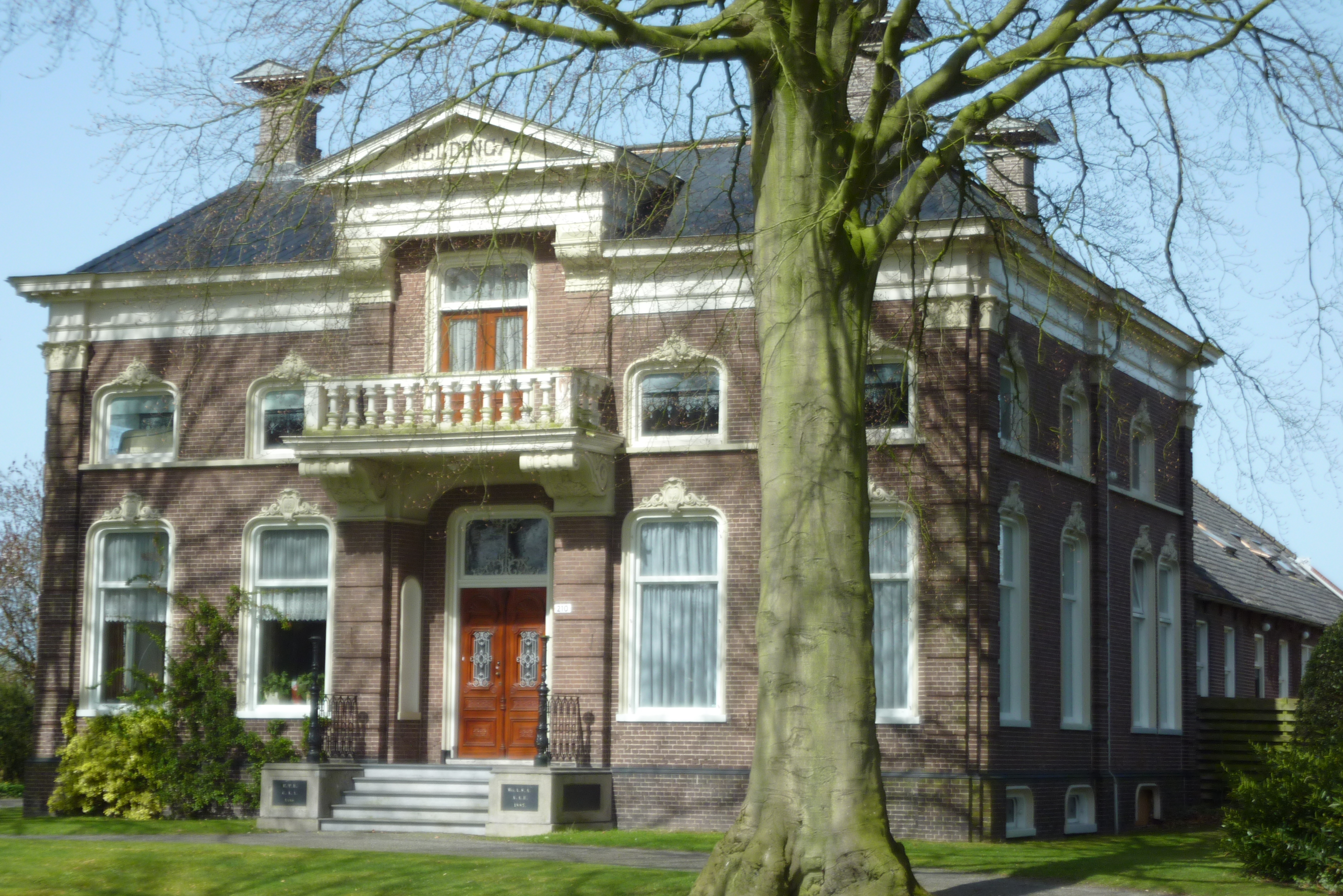
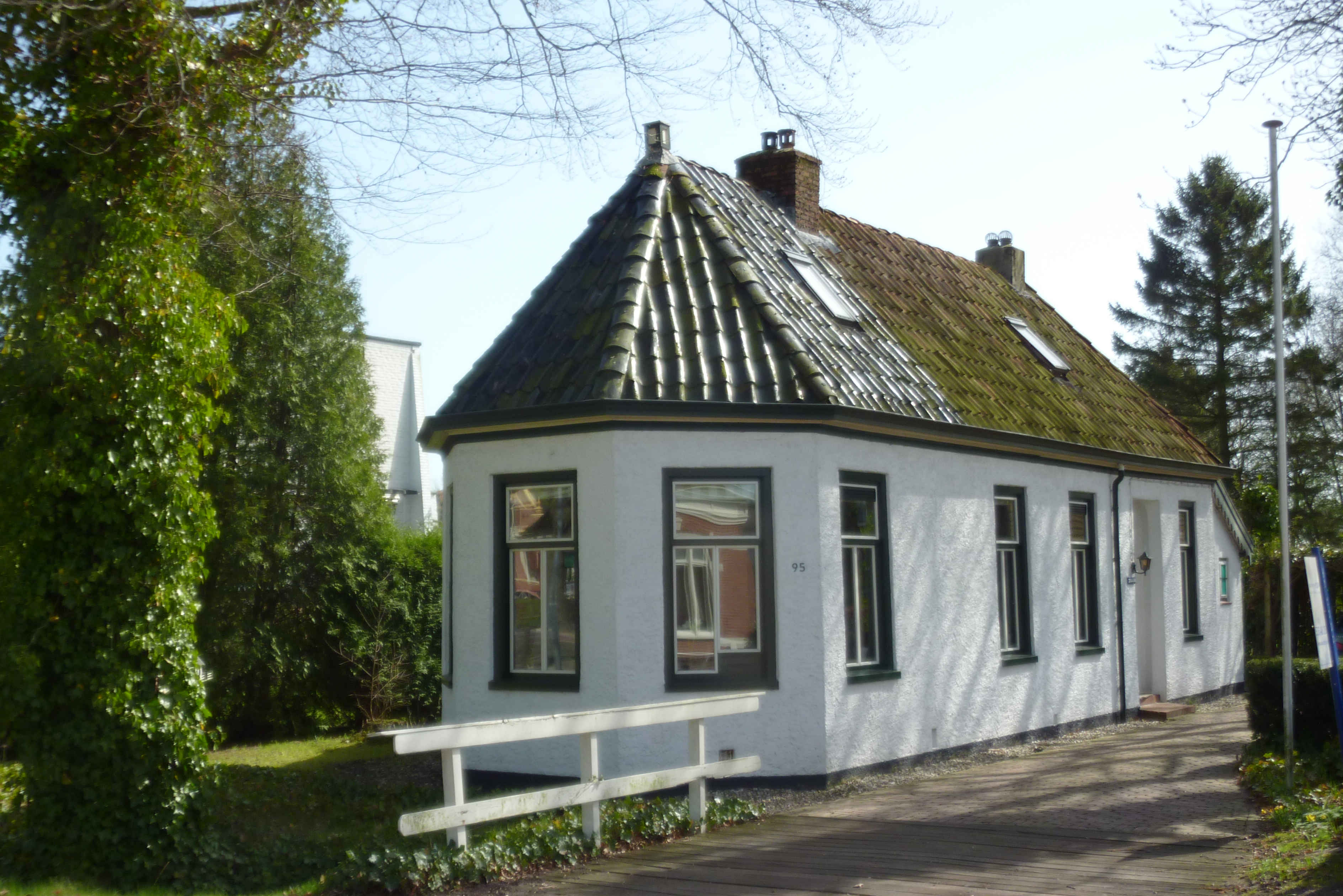